# Državni arhiv Srbije
Državni arhiv Srbije (srp. ćir. Државни архив Србије) u Beogradu je središnja nacionalna arhivska ustanova nadležna za prikupljanje informacija o arhivskom gradivu u Srbiji. Ustanova pohranjuje i čuva dokumente i druge arhivske materijale koje su stvorili državni organi i organizacije Srbije do 1918. godine (prije nego je Kraljevina Srbija postala dio Kraljevine SHS), kao i dokumente nastale tijekom i poslije Drugog svjetskog rata (kada je Socijalistička Republika Srbija postala federalna jedinica u okviru SFR Jugoslavije, SR Jugoslavije i Srbije i Crne Gore). Dokumenti iz razdoblja kada je Srbija bila dio Kraljevine Jugoslavije i dokumenti nastali od strane državnih organa i organizacija Jugoslavije od 1918. do 2006. godine čuvaju se u Arhivu Jugoslavije, također u Beogradu. Arhiv Srbije takođe čuva osobne i obiteljske fondove i zbirke. Arhiv Srbije čuva oko 10.000 dužnih metara arhivske građe, razvrstane u 972 fonda i 51 zbirku. Beograd, uz Beč i Istanbul, predstavlja jedan od najvažnijih međunarodnih arhivskih centara za povijest Balkana. Također, uz Moskvu, London i Washington, jedan je od ključnih svjetskih arhivskih centara za proučavanje povijesti Pokreta nesvrstanih i razdoblja Hladnog rata.

## Povijest
Ideja o osnivanju institucije koja bi sakupljala i čuvala dokumentaciju nastalu radom državnih organa u Srbiji, prvi put je u javnosti iznijeta 1846. godine. Nekoliko desetljeća kasnije, donošenjem Zakona o Državnoj Arhivi, 2/14. iz prosinca 1898., osnovan je Arhiv Srbije, a sa radom je započeo 1900. godine. Osnivači su bili J. N. Ivković, dr M. Gavrilović, M. Rančić i M. K. Borisavljević.
Tijekom Prvog svjetskog rata, dio arhivskog materijala premješten je u Niš i Kragujevac, dok je drugi dio ostao u Beogradu. Tijekom povlačenja srpske vojske na Krf, neki arhivski materijali su uništeni, neki izgubljeni, ali mnogo toga je ostalo sačuvano u vagonu na željezničkoj postaji u Kruševcu. Nakon rata, Arhiv je postao Nacionalni arhiv novoformirane Kraljevine Srba, Hrvata i Slovenaca (Jugoslavije). Sadašnja zgrada Arhiva otvorena je 1928. godine. Zgradu je 1925. projektirao arhitekt i ruski emigrant Nikolaj Krasnov.
Tijekom Drugog svjetskog rata, dio arhivskog materijala konfiscirale su nacističke njemačke vlasti. Godine 1941. ukupno 519 kutija iz razdoblja Kraljevine Srbije je odneseno, a 1942. godine ukupno 579 sanduka punih dokumenata i 88 akata prevezeno je u Beč. Njemačka vojska okupirala je zgradu u dva navrata, pa je velik dio arhiva premješten na Tehnološki fakultet i Sveučilišnu knjižnicu u Beogradu, dok su najvredniji predmeti smješteni u sefove Narodne banke. Nakon rata, Arhiv je postao nacionalni arhiv novoformirane Federativne Narodne Republike Jugoslavije, sve do 1. siječnja 1948. kada je osnovan zasebni Arhiv Jugoslavije koji i danas djeluje kao arhiv jugoslavenske povijesti.
Danas Srbija upravlja opsežnom mrežom arhiva koja pokriva cijelu zemlju. Iako je državni arhiv u Beogradu bio teško oštećen tijekom Drugog svjetskog rata, on još uvijek čuva veliku količinu informacija koje datiraju još od razdoblja ranog srednjeg vijeka preko narednih epoha od kojih su neki dokumenti od velikog međunarodnog značaja. Arhiv tako među ostalom građom čuva i Dečansku povelju is 1330. godine, Londonski ugovor o miru iz 1913. kojim je okončan Prvi balkanski rat, izvorne verzije svih šest ustava Srbije, telegram kojim je Austro-Ugarska objavila rat Srbiji 28. srpnja 1914. godine a koji je 2015. upisan u UNESCO-ov međunarodni registar svjetskog sjećanja...
U razdoblju od osnutka, zvanični naziv institucije mijenjan je više puta: od 1900. do 1918. godine nosio je naziv Državni srhiv Kraljevine Srbije, od 1918. do 1945. godine Državni arhiv, od 1945. do 1948. godine Državni arhiv Federativne Narodne Republike Jugoslavije, od 1948. do 1958. godine Državni arhiv Narodne Republike Srbije, od 1958. do 1969. godine Državni arhiv NR Srbije. Godine 1969. godine dobio je naziv Arhiv Srbije, koji je ostao nepromijenjen do 2021. Od 2. veljače 2021. dobio je današnji naziv Državni arhiv Srbije.

## Vanjske veze
- Službena stranica